# Alexander Wladimirowitsch Konowalow

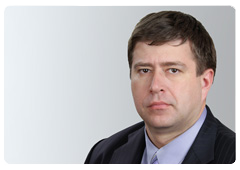
Alexander Konowalow, 2012

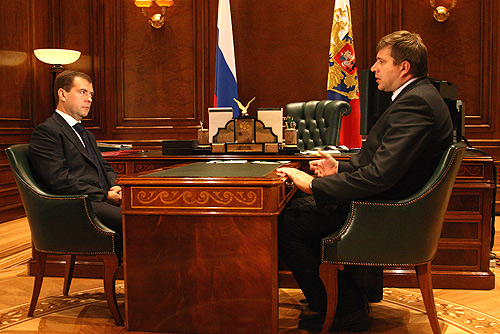
Konowalow (rechts) mit Dmitri Medwedew, 2008

Alexander Wladimirowitsch Konowalow (russisch Алекса́ндр Влади́мирович Конова́лов; * 9. Juni 1968 in Leningrad) ist ein russischer Politiker und war vom 12. Mai 2008 bis 21. Januar 2020 Justizminister in der Regierung unter Ministerpräsident Wladimir Putin (bis 2012) bzw. in den Kabinetten Medwedew I und II (2012–2020).

## Biografie
Konowalow wurde als Sohn eines sowjetischen Marineangehörigen im damaligen Leningrad (seit 1991 wieder Sankt Petersburg) geboren. Nach seinem Wehrdienst bei der Sowjetarmee in den Jahren 1986–1988 studierte er Jura an der Leningrader Universität. 1992 schloss er das Studium ab, arbeitete seitdem in der Petersburger Staatsanwaltschaft und absolvierte gleichzeitig ein Fernstudium der orthodoxen Theologie. 1998 wurde er zum leitenden Staatsanwalt des Moskauer Stadtbezirks von Sankt Petersburg befördert, 2001 dann zum ersten stellvertretenden Staatsanwalt der Stadt Sankt Petersburg. Gleichzeitig war er auch als Dozent für Zivilrecht und Römisches Recht an der Petersburger Universität tätig.
Im Februar 2005 wurde Konowalow vom damaligen Justizminister Wladimir Ustinow zum Staatsanwalt der russischen Teilrepublik Baschkirien ernannt. Er versah dieses Amt, bis er am 14. November 2005 zum Bevollmächtigten Präsidentenvertreter (sogenannten Polpred) im Föderationskreis Wolga als Nachfolger des ehemaligen Ministerpräsidenten Sergei Kirijenko ernannt wurde. Am 9. Oktober 2006 wurde Konowalow zum Wirklicher Staatsrat 1. Klasse der Russischen Föderation befördert.
Nach dem offiziellen Amtsantritt des ehemaligen Präsidenten Putin als Regierungschef im Mai 2008 wurde Konowalow per Erlass des neuen Präsidenten Dmitri Medwedew zum neuen Justizminister befördert. In diesem Amt löste Konowalow Wladimir Ustinow ab. Am 31. Dezember 2008 wurde Konowalow zum Wirklicher Staatsrat der Justiz der Russischen Föderation befördert.
Alexander Konowalow ist verheiratet und hat zwei Töchter und einen Sohn. Konowalow gehört der Russisch-Orthodoxen Kirche an.